# Trigonophora mongolica
Trigonophora mongolica là một loài bướm đêm trong họ Noctuidae.